# キニ・ムリムリヴァル
キニ・ムリムリヴァル（Kini Murimurivalu、1989年5月15日 - ）は、プレミアシップレスター・タイガースに所属するラグビー選手。

## プロフィール
- フィジー・スバ出身。
- ポジションはウィング(WTB)、センター(CTB)、フルバック(FB)。
- 身長 176cm、体重 97kg
- ニックネームはPapa[1]。
- フィジー代表キャップは30（2020年7月現在）でラグビーワールドカップ2011・ラグビーワールドカップ2015・ラグビーワールドカップ2019のフィジー代表に選ばれた[2]。

## 略歴
ASMクレルモンを経て、2012年、ラ・ロシェルに加入。
2020年、レスター・タイガースに加入。